# Synnomos apicistrigata
Synnomos apicistrigata là một loài bướm đêm trong họ Geometridae.